# Hermanas Dominicas de San Rafael
La Congregación Dominica del Santísimo Nombre de Jesús (en inglés: Dominican Congregation of the Most Holy Name of Jesus) es una congregación religiosa católica femenina, de vida apostólica y de derecho pontificio, fundada en 1850 por el obispo dominico español Joseph Sadoc Alemany, en San Francisco (Estados Unidos). A las religiosas de este instituto se les conoce como hermanas dominicas de San Rafael y posponen a sus nombres las siglas O.P.

## Historia
La congregación fue fundada en 1850 por el obispo dominico Joseph Sadoc Alemany, de la diócesis de San Francisco (elevada a arquidiócesis en 1853, siendo él mismo el primer arzobispo), para la formación y educación cristiana en la St. Catherine Academy, la primera escuela privada católica de California. La primera priora del instituto fue la religiosa belga María de la Cruz Goemaere y entre sus primeras novicias se cuenta a María Concepción Argüello, hija de José Darío Argüello, gobernador de Alta California. La congregación se expandió rápidamente en California y varios de sus colegios fueron convertidos en universidades.

## Organización
La Congregación Dominica del Santísimo Nombre de Jesús es un instituto religioso de derecho pontificio y centralizado, cuyo gobierno es ejercido por una priora general, es miembro de la Familia dominica y de la Conferencia de Hermanas Dominicas y su sede se encuentra en San Rafael (California).
Las hermanas dominicas de San Rafael se dedican a la educación y formación cristiana de la juventud y a la atención de los enfermos. Para ello administran diversos centros educativos, colegios, universidades y hospitales. En 2017, el instituto contaba con 78 religiosas y 10 comunidades presentes únicamente en Estados Unidos, principalmente en los estados de California y Nevada.